# Access-based Enumeration
Access-based Enumeration (ABE), (deutsch „zugriffsbasierte Auflistung“ oder auch „berechtigungsgesteuerte Auflistung“) steuert die Sichtbarkeit für Dateien und Ordner (Verzeichnisse) auf DFS-Namespaces bzw. SMB-Freigaben.
Durch ABE werden nur die Dateien und Ordner für Nutzende von Computersystemen sichtbar, für die sie tatsächlich zugriffsberechtrigt sind.